# Consell General de Deux-Sèvres

Logo del Consell General

El Consell General de Deux-Sèvres és l'assemblea deliberant executiva del departament francès del Deux-Sèvres, a la regió de la Nova Aquitània.
La seu es troba a Niort i des de 2008 el president és Éric Gautier (PS).

## Presidents del consell
- Éric Gautier (2008 -)
- Jean-Marie Morisset (2000 - 2008)

## Composició
El març de 2011 el Consell General de Deux-Sèvres era constituït per 33 elegits pels 33 cantons dels Deux-Sèvres.
| Partit                        | Sigles | Electes |
| ----------------------------- | ------ | ------- |
| Majoria (18 escons)           |        |         |
| Partit Socialista             | PS     | 13      |
| Divers Gauche                 | DVG    | 5       |
| Oposició (15 escons)          |        |         |
| Unió pel Moviment Popular     | UMP    | 4       |
| Divers Droite                 | DVD    | 11      |
| President del Consell General |        |         |
| Éric Gautier (PS)             |        |         |